# João da Câmara
João da Câmara (Lisszabon, 1852. december 27. – Lisszabon, 1908. január 2.) portugál kritikus és drámaíró.

## Élete, munkássága
1852. december 27-én született Lisszabonban. Apja Francisco de Sales Gonçalves Zarco da Câmara, anyja Ana da Piedade de Brígida Senhorinha Francisca Máxima Mascarenhas da Silva.
Mérnöki tanulmányokat folytatott a belga Leuven egyetemén. 1972-ben, apja halálakor tért vissza Portugáliába, ahol folytatta tanulmányait. Mérnökként kezdett el dolgozni a portugál vasutaknál. Később felhagyott a mérnöki munkával, hogy teljes mértékben az írói munkának szentelhesse magát.
Már iskolai évei alatt rövid, egyfelvonásos darabokat írt (O Diabo, Nobreza y Bernarda no Olimpo), de kétségtelenül Alfonso VI. című történelmi drámája hozta meg számára a sikert. Ezt a művet 1890. március 13-án mutatták be a Doña Maria II Nemzeti Színházban a kor legjobb színészeinek részvételével.
Az Alfonso VI. sikerét követően írta meg az Alcácer Quibir című újabb történelmi drámáját, ami annak az Alcácer-Quibiri-csatának az előestéjén játszódik, ami eldöntötte Portugália sorsát. Az Os velhos című komédia kétségtelenül remekmű, ennek premierje 1893. március 11-én ugyancsak a Doña Maria színházban volt. Azonban a darabot sem a közönség, sem pedig a kritika nem fogadta jól, és csak sokkal később ismerték el érdeme szerint. A szöveg realista, a cselekmény Alte Alentejóban zajlik abban az időben, amikor a régió elszigeteltsége a vasút fejlődésének köszönhetően megszűnőben van.
Következő műve az O Pántano, amit 1894. november 10-én mutattak be. Ezt követték az A Toutinegra Real, az O Ganha-Perde, az A Triste Viuvinha és a Meia-Noite. 1898-ban sikerrel mutatták be az  A Rosa Enjeitada című darabot, amit később 1929-ben operettként is bemutattak.

## Művei
színdarabok
- Nobreza (1873)
- D. Brízida (1888)
- D. Afonso VI (1890)
- Alcácer Quibir (1891)
- O Burro do Senhor Alcaide (1891)
- Os Velhos[1] (1893)
- Pântano (1894)
- A Toutinegra Real (1895)
- O Ganha-Perde (1895)
- O Beijo do Infante (1898)
- Meia-Noite (1900)
- Rosa Enjeitada (1901)
- Os Dois Barcos (1902)
- O Poeta e a Saudade (1903)
- Casamento e Mortalha (1904)

prózai munkák
- El-Rei (1894)
- Contos (1900)[2]
- O Conde de Castelo Melhor (1903)
- Contos do Natal (1909)

versek
- A Cidade (1908)

## Külső hivatkozások
- João Gonçalves Zarco da Câmara művei a Project Gutenberg oldalán

## Fordítás
- Ez a szócikk részben vagy egészben  a   João da Câmara című spanyol Wikipédia-szócikk fordításán alapul.  Az eredeti cikk szerkesztőit annak laptörténete sorolja fel. Ez a jelzés csupán a megfogalmazás eredetét és a szerzői jogokat jelzi, nem szolgál a cikkben szereplő információk forrásmegjelöléseként.